# 弘流
弘流とは寛文年間に創始された剣術の一つである。

## 歴史
流祖は、奥州伊達家の士の樋口七郎右衛門不墈である。樋口不墈は天神正伝神道流を学び、工夫を加えて寛文年間に弘流を創始した。
著名な弟子に氏家八十郎（井鳥助之允巨雲）がいる。氏家は樋口不墈から弘流を学び雲弘流を開いた。